# تپانچه‌هایی برای صبحانه
تپانچه‌هایی برای صبحانه (انگلیسی: Pistols for Breakfast) یک فیلم کمدی صامت کوتاه به کارگردانی آلفرد جی. گلدینگ است که در سال ۱۹۱۹ منتشر شد.

## بازیگران
- هارولد لوید
- اسناب پالرد
- ببه دنیلز
- سمی بروکس
- لو هاروی
- باد جیمیسون
- دی لمپتون
- گاس لئونارد
- فرد سی. نیومیر
- دوروثیا والبرت
- نوآ یانگ
- جیمز پروت
- استل هَریسون